# Mezcala Solidaridad híd
A Mezcala Solidaridad híd (spanyolul: Puente Mezcala Solidaridad) egy ferdekábeles híd Mexikó déli részén, Guerrero államban. Ez Mexikó egyik legmagasabban húzódó hídja.

## Története
Építése 1989-ben kezdődött, 1993 márciusában avatták fel. A költségek 64 millió dollárt tettek ki, a kivitelező a Grupo Mexicano de Desarrollóból, az Ingenieros Civiles Asociadosból és a Triturados Basálticos y Derivadosból álló csoport volt. Tervezésénél figyelembe vették, hogy a jövőben a folyómederben San Juan Tetelcingónál egy víztározót alakítanának ki, ám ez ellen a helyi lakosok tiltakoztak.

## Leírás
A híd Mexikó déli, Guerrero állam északkeleti részén található a Déli-Sierra Madre hegység egyik völgyében folyó Balsas folyó fölött a Cuernavacát és Acapulcót összekötő autópálya (az Autopista del Sol) részeként, annak 221-es kilométerénél. Nevét a Balsas folyó helyi elnevezéséről, a Mezcaláról kapta. Közigazgatásilag Mártir de Cuilapan községhez tartozik. A szerkezete szerint ferdekábeles híd teljes hossza 911, legnagyobb nyílása 311 méter, magassága 162, szélessége 20 méter. Hídpályáját három betonpilonhoz legyezőszerűen rögzített kábelek (összesen 140 darab) tartják, közülük a leghosszabbak 185 méteresek. A pilonok legnagyobb keresztmetszete 11 m × 21 m, a rajtuk álló, kábeleket tartó másodlagos oszloppárok legnagyobb magassága 85 méter. Az alapok 19 m × 29 m-esek.

## Képek

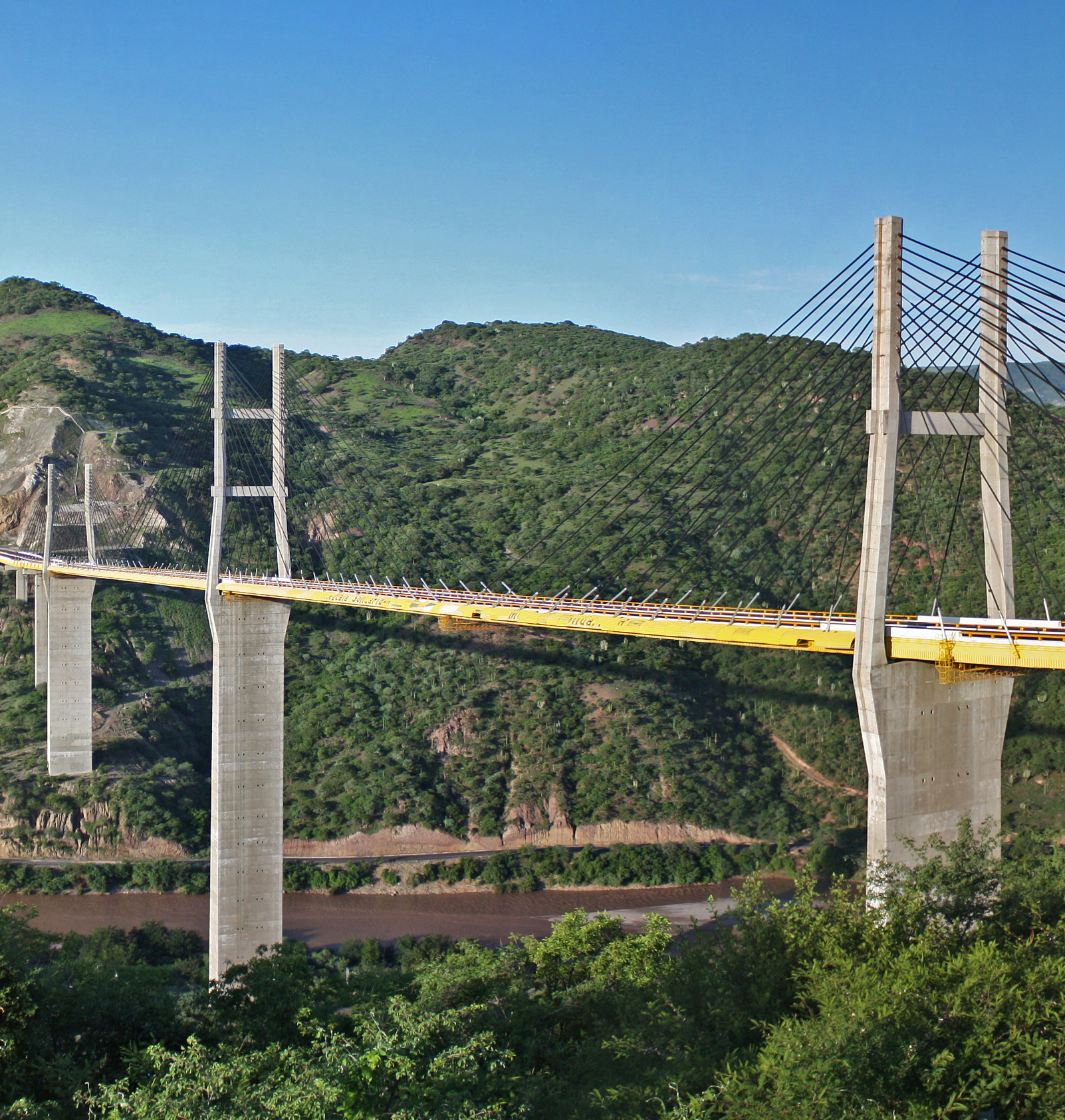
A híd és környezete
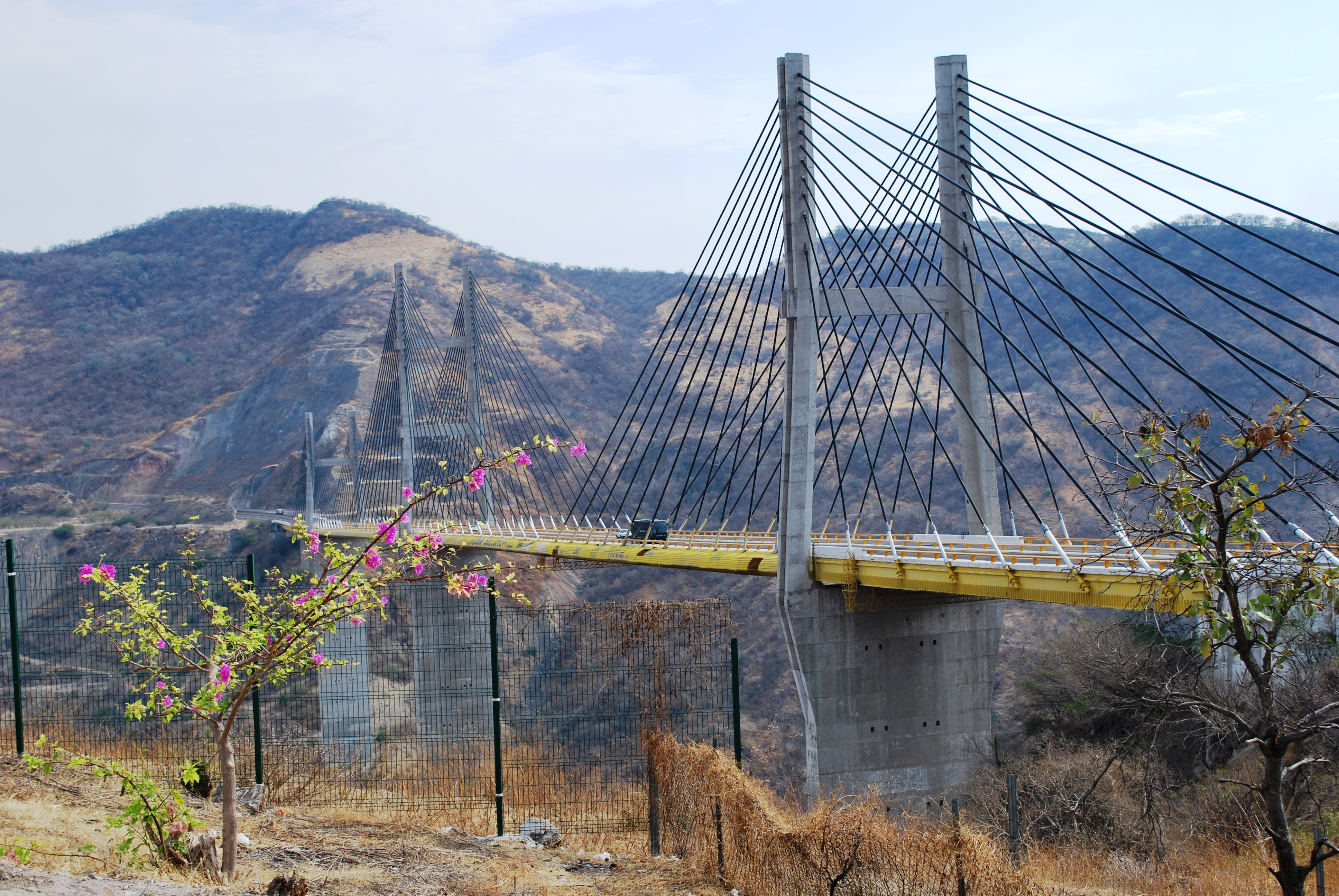
A híd és környezete
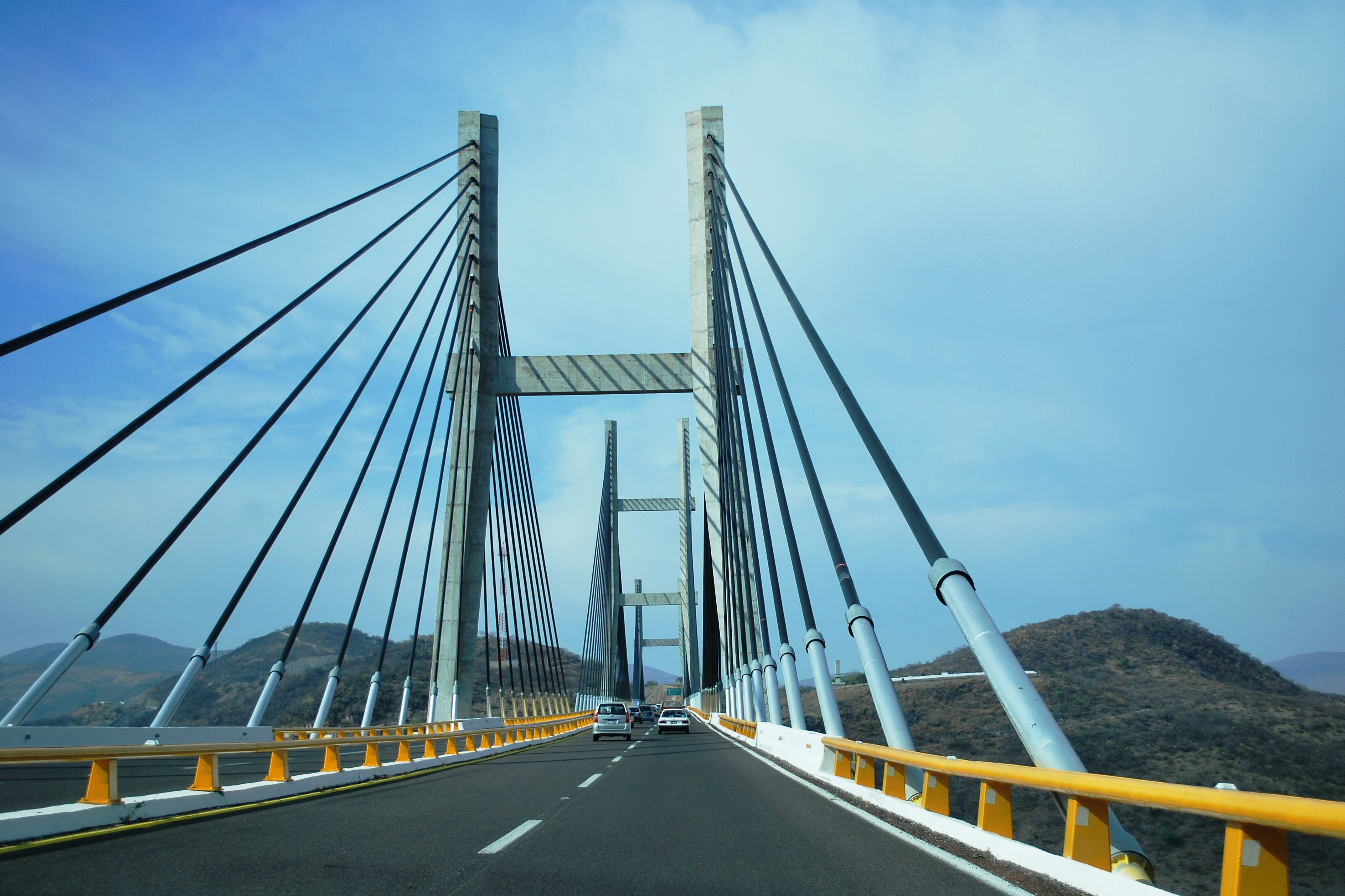
Útpálya
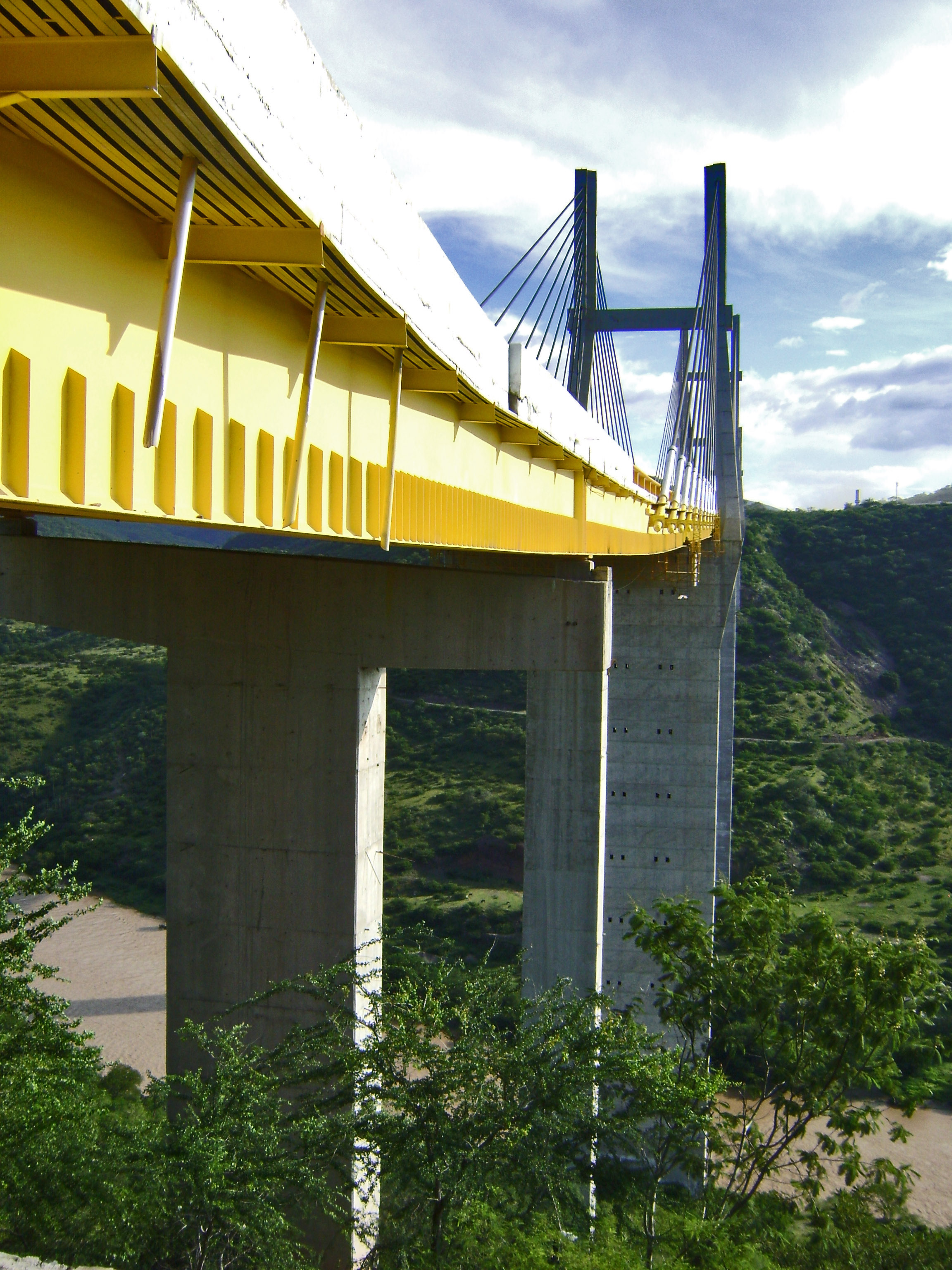
Oldalról nézve